# Solo Concerts: Bremen/Lausanne
Solo Concerts: Bremen/Lausanne è un album del pianista jazz Keith Jarrett, pubblicato dall'etichetta discografica ECM nel 1973.
È composto da 3 tracce di improvvisazione registrate durante due concerti, per l'appunto a Brema (12 luglio 1973) e Losanna (20 marzo dello stesso anno).

## Tracce
1. Bremen, Part 1 – 18:05
2. Bremen, Part 2 – 45:10
3. Lausanne – 64:53